# Junior Coghlan
Frank Coghlan Jr. (15 de marzo de 1916 – 7 de septiembre de 2009), también conocido como Junior Coghlan, fue un actor cinematográfico estadounidense, que posteriormente desarrolló una carrera como oficial en la Armada de Estados Unidos y en la aviación naval. Actuó en unas 129 producciones cinematográficas y televisivas entre 1920 y 1974. En los años 1920 y 1930, fue un popular actor infantil, actuando con intérpretes como Pola Negri, Jack Dempsey, William Haines, Shirley Temple, Mickey Rooney, William Boyd y Bette Davis. Trabajó en las primeras comedias de la serie "Our Gang", pero es más conocido por su papel de Billy Batson en el serial de 1941 Adventures of Captain Marvel. Coghlan después sirvió 23 años como aviador y oficial de la Armada de Estados Unidos, entre 1942 y 1965. Tras su retiro como militar, volvió a actuar en la televisión, el cine y los anuncios comerciales. En 1992 publicó una autobiografía.

## Biografía

### Inicios
Nacido en New Haven, Connecticut, sus padres se mudaron a Hollywood siendo él todavía un niño. De pequeño quería ser médico, al igual que su padre. Sin embargo, en 1920 Coghlan empezó a actuar en el cine como extra, abriéndose camino a papeles cada vez de mayor importancia. Coghlan, un niño pecoso, fue apodado "Junior Coghlan", y llegó a ser uno de los actores infantiles de mayor fama de Hollywood. 

### Cine mudo
Coghlan empezó su carrera de actor en 1920, actuando junto a Jack Dempsey en Daredevil Jack. En 1922 fue coprotagonista con el perro Brownie del film Rookies, y en 1923 tuvo un pequeño papel en la cinta de Pola Negri The Spanish Dancer. También actuó en las primeras películas de "Our Gang", entre ellas el corto de 1923 de Hal Roach Giants vs. Yanks. En 1924 Coghlan volvió a trabajar con Jack Dempsey en Winning His Way.
El aspecto del niño atrajo la atención de varios directores, que pidieron permiso a sus padres para que actuara. Finalmente, su madre consintió, y tuvo un pequeño papel en la producción de Goldwyn Pictures Poverty of Riches, interpretando al hijo de Leatrice Joy.
A mediados de los años 1920, Cecil B. DeMille se fijó en Coghlan, contratando al actor en 1926, que actuó en su producción The Yankee Clipper junto a Elinor Fair y William Boyd, siendo dirigidos por Rupert Julian.
En 1927 Coghlan actuó en la comedia sobre béisbol Slide, Kelly, Slide, encarnando a un huérfano junto a William Haines.
El último film de Coghlan rodado en su contrato de cuatro años con DeMille-Pathe fue el drama ambientado en una academia militar Square Shoulders (1929). Concebido como un film mudo, Square Shoulders fue transformado en sonoro, aunque únicamente sobrevive la versión muda.

### Cine sonoro
Con la llegada del cine sonoro, Coghlan siguió siendo uno de los actores juveniles de mayor fama. En el clásico de 1931 El enemigo público, Coghlan interpretaba al personaje de James Cagney, Tom Powers, cuando era un muchacho. En la cinta de 1931 Penrod and Sam, Coghlan fue Sam, mientras que Leon Janney era Penrod.
En el año 1932 Coghlan actuó como Shorty en el drama protagonizado por Bette Davis Hell's House. También trabajaba en la película Pat O'Brien. 
Coghlan tuvo otro papel protagonista, el de Uncas, en el serial de 1932 The Last of the Mohicans, basado en la novela de James Fenimore Cooper. 
El actor ayudó a lanzar la carrera de Shirley Temple participando en una serie de cortometrajes con ella en 1933 y 1934. En esas producciones hacía el papel de Sonny Rogers, una estrella del béisbol y presidente de clase en la high school. Temple era la hermana de Coghlan, Mary Lou. Los cortos protagonizados por la pareja fueron Merrily Yours, What's to Do?, Pardon My Pups, y Managed Money.
Coghlan tuvo también actuaciones relevantes en otros largometrajes rodados a mediados de los años 1930, entre ellos los dramas Kentucky Blue Streak (1935) y The Little Red Schoolhouse (1936), así como la comedia Red Lights Ahead (1936).
En el año 1937 protagonizó Blazing Barriers, uno de sus últimos papeles con el nombre artístico de Junior Coghlan. En el film, en el cual hubo de llevar a cabo diferentes escenas físicamente exigentes, Coghlan trabajó con Milburn Stone y con Edward Arnold, Jr. bajo la dirección de Aubrey Scotto.
A finales de la década de 1930, Junior Coghlan ya no era un actor infantil, y cada vez le costaba más encontrar papeles. Uno de ellos, sin aparecer en los créditos, fue el de un soldado confederado en el clásico de 1939 Lo que el viento se llevó. 

### Adventures of Captain Marvel
Con 25 años de edad, en 1941 Coghlan revitalizó su carrera con el papel de Billy Batson en el serial producido por Republic Pictures Adventures of Captain Marvel. Coghlan se  transformaba en el Capitán Marvel (al cual encarnaba Tom Tyler) pronunciando la palabra "Shazam". Los 12 episodios del serial fueron la primera vez que un superhéroe del cómic fue adaptado a la gran pantalla.
Aunque Coghlan interpretó más de un centenar de personajes diferentes, el de Billy Batson fue el que le dio mayor fama. Incluso en el año 1990, se recordaba su papel en el artículo de Los Angeles Times "Shazam! Actor Turning Into Celebrity".

### Carrera naval
Durante la Segunda Guerra Mundial, Coghlan se alistó en la Armada de Estados Unidos como aviador. Tras 23 años actuando, Coghlan pasó otros 23 años en la Armada.
Coghlan consiguió el empleo de Teniente Comandante, siendo a menudo asignado como enlace y asesor técnico cinematográfico, participando como tal por ejemplo en PT 109, El motín del Caine, Los puentes de Toko-Ri, Mister Roberts, y In Harm's Way. En los años 1960 fue el oficial encargado de la emisora de la Armada en Hollywood.
Cuando se retiró en 1965, Coghlan había acumulado más de 4.500 horas de vuelo, participando en la Segunda Guerra Mundial, en la Guerra de Corea y en la Guerra de Vietnam.

### Últimos años
Una vez retirado de la Armada, Coghlan volvió a actuar, participando en producciones televisivas, cinematográficas y en anuncios comerciales. Entre sus últimos trabajos figuran las series televisivas The Beverly Hillbillies y Dragnet, así como un pequeño papel en el largometraje de 1966 The Sand Pebbles. 
En 1969 fue contratado como director de planificación y desarrollo del Los Angeles College of Optometry. Por entonces vivía en la actual North Hills con su esposa, Betty, y sus cinco hijos (Michael, Patrick, Libby, Cathy y Judy). 
Más tarde, en 1971, Coghlan empezó a trabajar para la empresa inmobiliaria George Colletta Realty. Fuera de ello, en 1974 hizo un cameo en el episodio 'The Braggart', perteneciente a la serie televisiva Shazam!.
Coghlan escribió en el año 1992 una autobiografía que fue publicada con el título They Still Call Me Junior.
La primera esposa de Coghlan falleció en 1974 y la segunda en 2001. Coghlan falleció en septiembre de 2009, a los 93 años de edad, en Saugus, California. Fue enterrado en el Cementerio All Souls de Long Beach, California.

## Selección de su filmografía
- 1920 : Daredevil Jack
- 1920 : Mid-Channel
- 1920 : To Please One Woman
- 1921 : The Poverty of Riches
- 1922 : Bobbed Hair
- 1922 : Bow Wow
- 1923 : Garrison's Finish
- 1923 : Our Alley
- 1923 : The Fourth Musketeer
- 1923 : Law of the Lawless
- 1923 : Little Old New York
- 1923 : A Woman of Paris
- 1923 : Cause for Divorce
- 1923 : The Spanish Dancer
- 1923 : The Darling of New York
- 1925 : The Great Circus Mystery
- 1925 : The Road to Yesterday
- 1925 : The Great Love
- 1926 : Mike
- 1926 : The Skyrocket
- 1926 : Whispering Smith
- 1926 : The Last Frontier
- 1926 : Her Man o' War
- 1927 : Rubber Tires
- 1927 : Slide, Kelly, Slide
- 1927 : The Yankee Clipper
- 1927 : The Country Doctor
- 1927 : A Harp in Hock
- 1928 : Let 'Er Go Gallegher
- 1928 : Marked Money
- 1929 : Square Shoulders
- 1930 : The Girl Said No
- 1930 : River's End
- 1931 : It Pays to Advertise
- 1931 : El enemigo público
- 1931 : Penrod and Sam
- 1932 : Union Depot
- 1932 : Hell's House
- 1932 : Man Wanted
- 1932 : The Last of the Mohicans
- 1933 : Drum Taps
- 1933 : Racetrack
- 1933 : This Day and Age
- 1933 : In the Money
- 1935 : Kentucky Blue Streak
- 1935 : Alibi Ike
- 1935 : Stranded
- 1935 : Happiness C.O.D.
- 1936 : The Little Red Schoolhouse
- 1936 : Charlie Chan at the Race Track
- 1936 : Make Way for a Lady
- 1936 : Red Lights Ahead
- 1937 : Let Them Live
- 1937 : Blazing Barriers
- 1937 : Saturday's Heroes
- 1938 : Service de Luxe
- 1938 : His Exciting Night
- 1938 : Ángeles con caras sucias
- 1939 : Scouts to the Rescue
- 1939 : Off the Record
- 1939 : The Story of Vernon and Irene Castle
- 1939 : The Flying Irishman
- 1939 : East Side of Heaven
- 1939 : Boys' Reformatory
- 1939 : Ex-Champ
- 1939 : It's a Wonderful World
- 1939 : Second Fiddle
- 1939 : The Angels Wash Their Faces
- 1939 : Dust Be My Destiny
- 1939 : Here I Am a Stranger
- 1939 : Meet Dr. Christian
- 1939 : Day-Time Wife
- 1939 : Lo que el viento se llevó
- 1940 : The Fighting 69th
- 1940 : Double Alibi
- 1940 : Free, Blonde and 21
- 1940 : Star Dust
- 1940 : Those Were the Days!
- 1940 : Golden Gloves
- 1940 : Yesterday's Heroes
- 1940 : Knute Rockne, All American
- 1940 : Remedy for Riches
- 1940 : Murder Over New York
- 1940 : Love Thy Neighbor
- 1941 : Honeymoon for Three
- 1941 : The Man Who Lost Himself
- 1941 : Adventures of Captain Marvel
- 1941 : Men of Boys Town
- 1941 : Out of the Fog
- 1941 : Unfinished Business
- 1941 : Henry Aldrich for President
- 1941 : Glamour Boy
- 1941 : Uncle Joe
- 1942 : Pardon My Stripes
- 1942 : Anillos en sus dedos
- 1942 : To the Shores of Tripoli
- 1942 : The Courtship of Andy Hardy
- 1942 : Lady in a Jam
- 1942 : Wings for the Eagle
- 1942 : Footlight Serenade
- 1942 : Girl Trouble
- 1942 : Youth on Parade
- 1942 : Andy Hardy's Double Life
- 1943 : Presenting Lily Mars
- 1943 : Follow the Band
- 1943 : This Is the Army
- 1943 : Corvette K-225
- 1946 : One More Tomorrow
- 1965 : When the Boys Meet the Girls
- 1966 : The Sand Pebbles
- 1967 : The Love-Ins
- 1967 : Valley of the Dolls
- 1968 : The Shakiest Gun in the West
- 1969 : The Love God?